# سنتاروی، ناحیه کورچالویوسکی
سنتاروی (به روسی: Центарой) و 
(به چچنی: Хоси-Юрт) یک روستا در منطقه کورچالویوسکی در جمهوری خودمختار چچن در کشور روسیه است.
جمعیت این روستا در سال ۲۰۰۲، ۵,۶۵۸ نفر و در سال ۲۰۱۰، ۷,۱۱۵ نفر بوده است.
این روستا زادگاه رمضان قدیروف سیاست‌مدار و رئیس‌جمهور چچن از سال ۲۰۰۷ تا کنون است.